# Janneke Winkel
Janneke Winkel is een Nederlands langebaanschaatsster. 
Tussen 2002 en 2005 startte Winkel meerdere malen op de NK Allround, de NK Sprint en de NK Afstanden.

## Records

### Persoonlijke records[2]
| Afstand    | Tijd    | Datum            | Baan       |
| ---------- | ------- | ---------------- | ---------- |
| 500 meter  | 42,27   | 7 november 2003  | Heerenveen |
| 1000 meter | 1.21,75 | 13 maart 2004    | Heerenveen |
| 1500 meter | 2.05,28 | 23 oktober 2004  | Erfurt     |
| 3000 meter | 4.30,11 | 26 oktober 2004  | Heerenveen |
| 5000 meter | 8.05,18 | 22 februari 2004 | Groningen  |